# جورج روبرتس (مؤرخ)
جورج روبرتس (بالإنجليزية: George Roberts)‏ هو مهندس ومؤرخ أسترالي، ولد في 1909، وتوفي في 2009.